# Nostolachma
Nostolachma es un género con seis especies de plantas  perteneciente a la familia Rubiaceae.

## Especies
- Nostolachma crassifolia
- Nostolachma densiflora
- Nostolachma jenkinsii
- Nostolachma khasiana
- Nostolachma odorata
- Nostolachma viridiflora

## Sinonimia
- Hymendocarpum, Lachnastoma[2]